# Brian Christensen
Brian B. Christensen (født 1971 på Nørrebro) er en dansk forfatter og journalist, bosat i Sluseholmen på Sydhavnen, med sin kone og to døtre.
Hans forfatterskab omfatter indtil videre novellen ”Tab og vind” fra antologien ”Drenge” (Forlaget Bagland, 2006), ungdomsromanen ”Et vink til himlen” (Gyldendal, 2008), som vandt andenpræmien i Gyldendals konkurrence om en kærlighedsroman for unge, samt ungdomsromanen ”Mihai og Tobias” (Gyldendal, 2010) i øjeblikket arbejder han på romanen "En ubehagelig historie".
Brian B. Christensen er uddannet journalist fra Danmarks Journalisthøjskole i Århus og har arbejdet på Dagbladet Holstebro*Struer, Søndagsavisen og for Kristendemokraternes Folketingsgruppe på Christiansborg.
Siden 2005 har han arbejdet som pressechef for Vejdirektoratet.